# Eilema ankaratrae
Eilema ankaratrae là một loài bướm đêm thuộc phân họ Arctiinae, họ Erebidae.